# Propuesta de igualdad racial
La propuesta de igualdad racial, también llamada cláusula de igualdad racial, fue planteada por la delegación de Japón en la Conferencia de Paz de París de 1919, celebrada tras la Primera Guerra Mundial. Se trataba de una enmienda a uno de los artículos de la Carta de la nueva Sociedad de Naciones propuesta por el presidente norteamericano Woodrow Wilson, en la que se pedía el reconocimiento de la igualdad racial, pero finalmente fue rechazada debido a la fuerte oposición que planteó Gran Bretaña y especialmente Australia, uno de sus dominios, postura que respaldó Wilson. El rechazo a la «cláusula» levantó una gran indignación en Japón y en todos los pueblos no blancos, especialmente los sometidos a algún tipo de dominio colonial.

## Historia

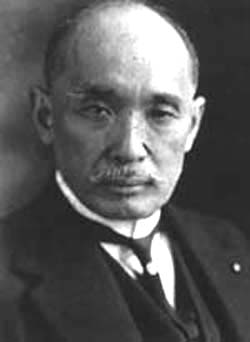
Makino Nobuaki, jefe de la delegación de Japón en la Conferencia de Paz de París de 1919.

Desde el principio la delegación japonesa, presidida por el político liberal Makino Nobuaki, que acudió a la Conferencia de Paz de París (1919) no fue tratada como un igual por los Cuatro Grandes (Francia, Gran Bretaña, Estados Unidos e Italia), a pesar de haber formado parte del bando aliado vencedor. No solo se le asignó un puesto en el extremo de la mesa de las negociaciones, sino que sus miembros tuvieron que soportar comentarios denigratorios y chistes racistas —el presidente francés Georges Clemenceau, por ejemplo, se quejó de tener que estar junto a los «feos» japoneses en una ciudad llena de atractivas mujeres rubias—. Así pues, Japón no fue incluido en el Consejo de los Cuatro y su opinión solo fue requerida cuando se trataron temas relacionados con Asia y el Pacífico.
Junto con el objetivo de consolidar la posición predominante que había alcanzado Japón en Asia Oriental en el curso de la guerra, la delegación japonesa llevaba el encargo de conseguir que en el Pacto de la nueva Sociedad de Naciones se incluyera la llamada «cláusula de igualdad racial», que consistía en introducir una disposición de no discriminación basada en «el principio de igualdad de todos los países y el trato justo de sus nacionales». Como ha señalado el historiador David Stevenson, «en realidad, los japoneses solo pretendían una declaración general, no una serie de medidas concretas». El texto completo de la propuesta decía:

Siendo la igualdad de las naciones un principio básico de la  Sociedad de Naciones, las Altas Partes Contratantes acuerdan conceder lo más pronto posible a todos los extranjeros nacionales de otros estados, miembros de la Sociedad, un trato justo e igual en todos los aspectos, no haciendo distinciones, ni legales ni de hecho, en razón de su raza o nacionalidad.

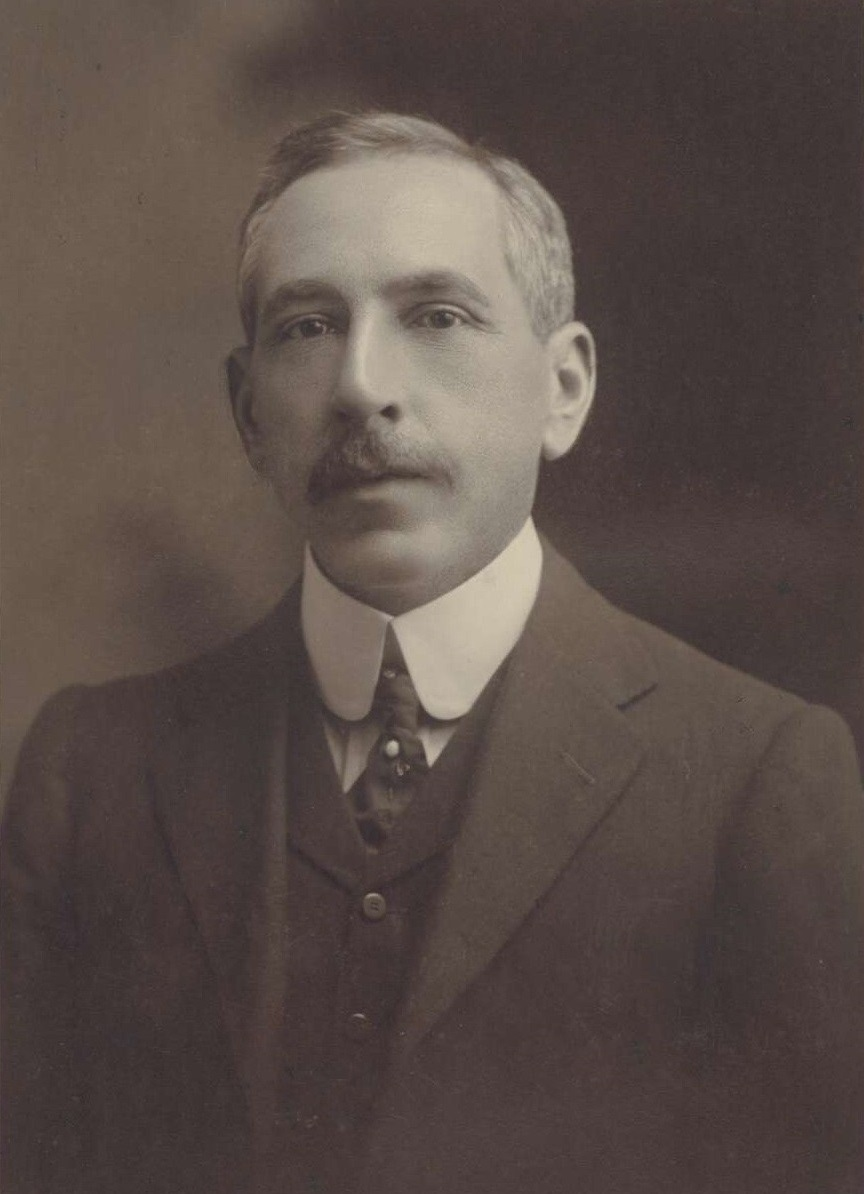
Billy Hughes, primer ministro de Australia.

La propuesta de la «cláusula de igualdad racial» fue discutida por la comisión de la Conferencia encargada de la futura Sociedad de Naciones. La oposición mayor la planteó Gran Bretaña —junto con Australia, uno de sus Dominios— y cuando en el curso del debate al británico Lord Balfour se le argumentó que en la Constitución de Estados Unidos se reconocía que «todos los hombres son creados iguales», él respondió que no creía que «un hombre de África central fuera creado igual que un europeo». El que se opuso de forma más vehemente fue el primer ministro australiano Billy Hughes, defensor a ultranza de una Australia Blanca, que llegó a hacer chistes sobre el canibalismo en referencia a los pueblos del Pacífico. El primer ministro británico Lloyd George y el presidente norteamericano Wilson le dejaron hacer, pues el primero consideraba que la unidad del Imperio Británico podría verse amenazada si se les quitaba el derecho a Australia y a Nueva Zelanda de excluir a los emigrantes japoneses, y al segundo le preocupaba la actitud de los senadores de los Estados de la Costa Oeste estadounidense si se aprobaba la «cláusula» ya que seguramente no ratificarían el acuerdo de la Sociedad de Naciones pues sus propios Estados discriminaban legalmente a los emigrantes llegados de Asia.
Tras el debate el jefe de la delegación japonesa, Makino Nobuaki, pidió que se votara la propuesta y consiguió que fuera aprobada por once votos de los países representados de un total de dieciséis —Gran Bretaña y Estados Unidos decidieron abstenerse—, lo que constituía una amplia mayoría Pero entonces el presidente norteamericano Woodrow Wilson, que encabezaba la comisión, dictaminó que el voto quedaba anulado debido a que varios países se oponían y no se había alcanzado la unanimidad, por lo que la «cláusula» fue rechazada.

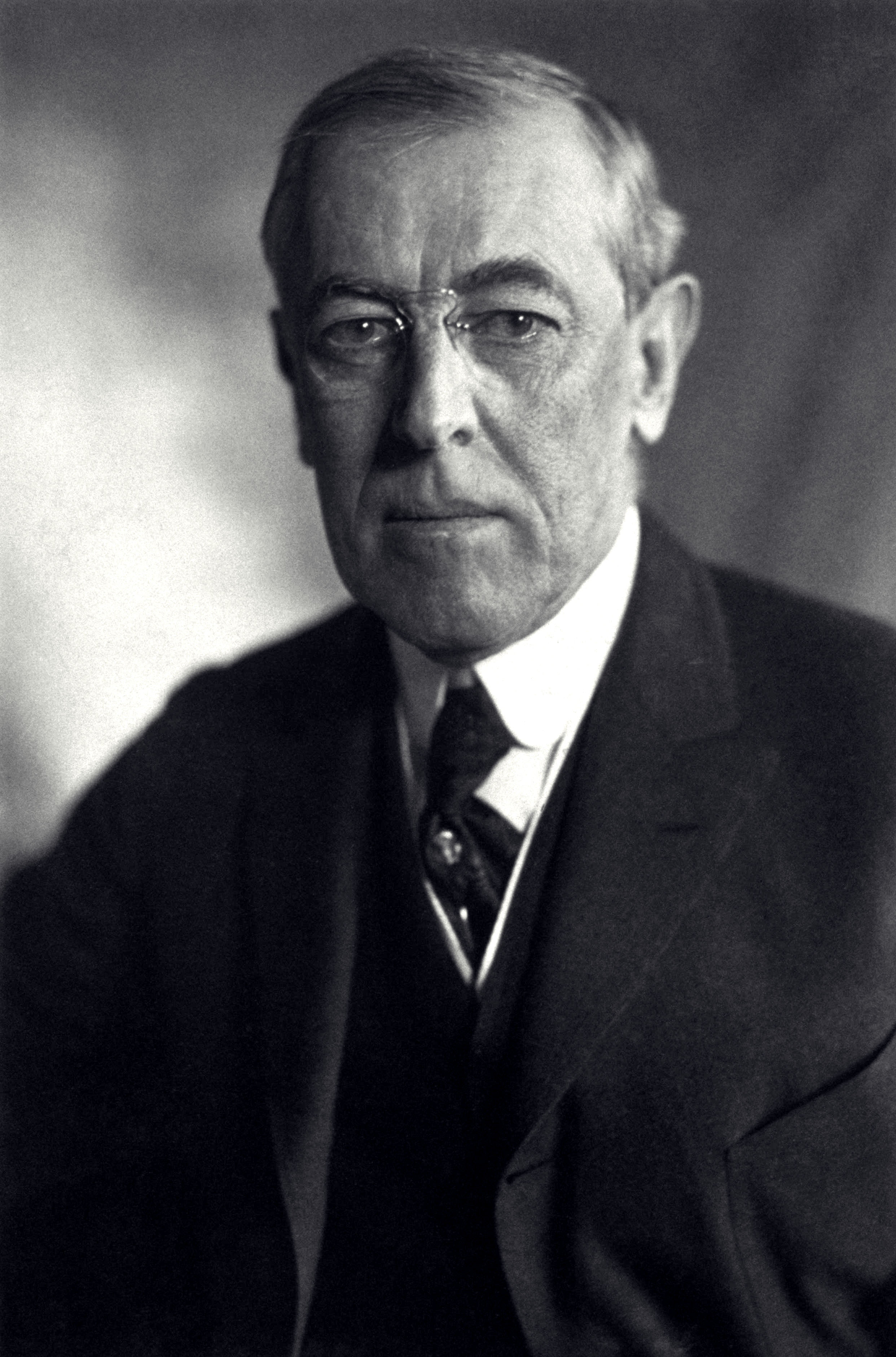
Woodrow Wilson, presidente de Estados Unidos

El presidente Wilson no respaldó la propuesta japonesa —que en el fondo respondía a los principios expresados por él en los Catorce Puntos— porque, además de que podía poner en cuestión la legislación antiasiática de Estados Unidos, temía perder el apoyo de los británicos y de sus aliados australianos. En gran medida, la anglofilia "cegaba" a Wilson y a sus asesores (en su mayoría miembros de la élite blanca anglosajona y protestante de la costa Este), lo que le impedía ver la pasión anticolonial que existía en Asia y África. Wilson también estaba convencido de que los senadores de los Estados segregacionistas del Sur no votarían a favor de la ratificación del Pacto de la Sociedad de Naciones si se incluía la «cláusula de la igualdad racial», aunque finalmente su empeño fue inútil pues el Senado estadounidense rechazó que Estados Unidos se integre en la Sociedad de Naciones, lo que implicaba una dura derrota política para el presidente Wilson que había sido su proponente y principal impulsor.

## Consecuencias
«El episodio creó la impresión de que Japón era una nación lo bastante buena para que se le pidiera ayuda, pero no para ser reconocida como una igual», concluye el historiador David Stevenson.
Como ha señalado el ensayista indio Pankaj Mishra, la resolución en la que se rechazaba la igualdad racial «iba a ser recordada durante décadas por los nacionalistas japoneses».